# 뮤지 메이메인

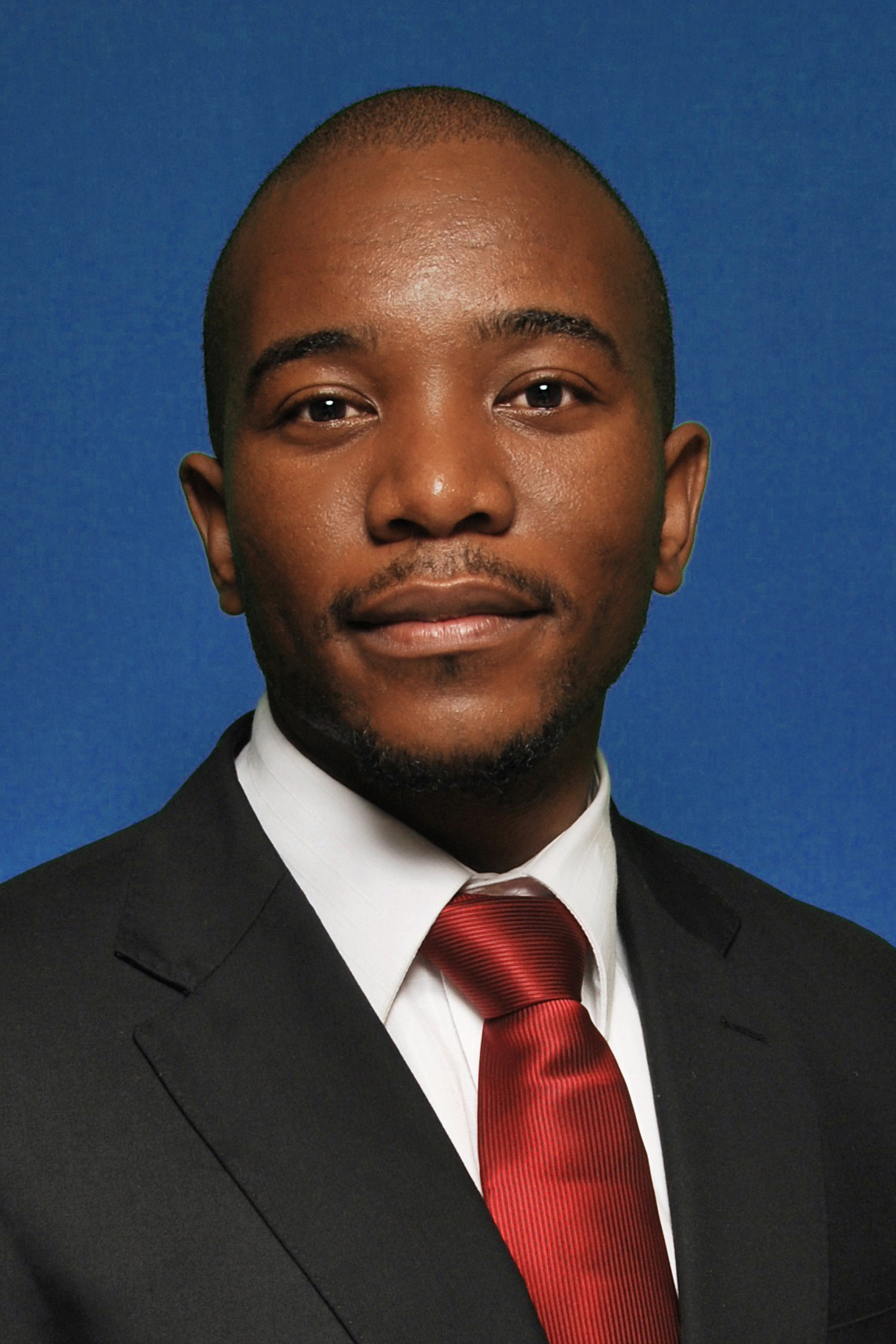

뮤지 메이메인(영어: Mmusi Maimane, 1980년 6월 6일 ~ )은 남아프리카 공화국의 정치인으로 2015년 5월 10일부터 2019년 10월 23일까지 민주동맹의 대표직을 지냈으며, 2014년 5월 29일부터 2019년 10월 24일까지 원내 야권대표를 역임했다. 그는 또한 전 민주동맹 요하네스버그 시의회 대표 및 전국대변인 직을 역임한 바 있다. 2011년 지방선거 당시 민주동맹의 요하네스버그 시장 후보로 선출되었으며 표를 확장하는 데 성공했으나 당선되지는 못했으며, 이후 2014년 5월까지 요하네스버그 시의회에서 야권대표를 지냈다. 정치경력 외에도 그는 목사이기도 하며, 강경 보수 성향의 해방교회의 원로이기도 하다.

## 역대 선거 결과
| 선거명      | 직책명                     | 대수 | 정당     | 득표율 | 득표수 | 결과 | 당락 |
| ----------- | -------------------------- | ---- | -------- | ------ | ------ | ---- | ---- |
| 2019년 선거 | 남아프리카 공화국의 대통령 | 5대  | 민주동맹 | 21.00% | 84표   | 2위  | 낙선 |